# Beru Whitesun Lars
Beru Whitesun Lars is een personage in de Star Wars-saga. Bonnie Piesse speelt de jongere Beru in Star Wars: Episode II: Attack of the Clones, Star Wars: Episode III: Revenge of the Sith en Obi-Wan Kenobi. De oudere Beru wordt vertolkt door Shelagh Fraser in Star Wars: Episode IV: A New Hope. Beru is de voogd van Luke Skywalker.

## Episode II: Attack of the Clones
Beru Whitesun en haar vriend Owen Lars wonen samen met Owens vader Cliegg Lars op de vochtboerderij op de woestijnplaneet Tatooine. Beru is net zo geschrokken als Cliegg en Owen als de vrouw van Cliegg (Shmi Skywalker) wordt meegenomen door de Zandmensen of Tusken Raiders. Bij de achtervolging verliest Cliegg zijn been en de familie Lars denkt dat Shmi nooit meer terugkomt.
Dan verschijnt de zoon van Shmi die een Jedi is geworden en Anakin Skywalker heet. Anakin redt zijn moeder en brengt haar terug naar de vochtboerderij. Beru is geschokt als blijkt dat Anakin in zijn woede de hele Tuskenclan heeft uitgemoord en Shmi door marteling van de Tuskens is omgekomen. Anakin had het lichaam van zijn moeder meegenomen. Samen met Padmé Amidala (de vrouw van Anakin) rouwen ze bij het graf van Shmi Skywalker. Na de korte begrafenis vertrekken Skywalker en Amidala met de protocoldroid C-3PO.

## Episode III: Revenge of the Sith
Na de Kloonoorlogen komt de Jedi Meester Obi-Wan Kenobi naar Beru en Owen toe met een baby die Luke Skywalker is genoemd door zijn moeder (Padmé Amidala). Beru neemt de baby aan en geeft het kind aan haar man Owen wanneer de twee zonnen van Tatooine onder gaan. Cliegg Lars is er dan niet meer. Hij is gestorven van verdriet om het vreselijke heengaan van Shmi.

## Episode IV: A New Hope
Na negentien jaar is Luke opgegroeid op de vochtboerderij van Beru en Owen. Beru is getrouwd met Owen en heet nu Beru Lars. Als de voogd van Luke hebben ze de jongen uitgelegd dat zijn vader is omgekomen in de hoop dat hij nooit de verschrikkelijke waarheid zal kennen. Anakin Skywalker werd namelijk een verschrikkelijke figuur die de naam Darth Vader aannam van Keizer Palpatine. De Stormtroopers van Vader zochten in deze tijd naar de plannen van de Death Star en bij de ondervraging van Owen en Beru Lars kregen ze geen verdere aanwijzingen. Daarom staken de keizerlijke troepen de vochtboerderij in brand en daarbij kwamen de verzorgers van Luke om. Deze duistere daad zette Luke aan tot het aansluiten bij de Rebellenalliantie, die vocht tegen de onderdrukking van het Galactische Keizerrijk. Ook werd hij een Jedi zoals zijn vader voor hem was geweest.

## Stamboom Skywalkerfamilie
Stamboom van de familie Skywalker volgens de Expanded Universe:
| Cliegg Lars    | Cliegg Lars    | Cliegg Lars    | Cliegg Lars    | Cliegg Lars    | Cliegg Lars    |               |               | Shmi Skywalker   | Shmi Skywalker   | Shmi Skywalker   | Shmi Skywalker   | Shmi Skywalker   | Shmi Skywalker   |            |            |               |               |               |               |               |               |            |            |             |             |             |             |             |             |          |          |          |          |  |  |             |             |             |             |             |             |
| Cliegg Lars    | Cliegg Lars    | Cliegg Lars    | Cliegg Lars    | Cliegg Lars    | Cliegg Lars    |               |               | Shmi Skywalker   | Shmi Skywalker   | Shmi Skywalker   | Shmi Skywalker   | Shmi Skywalker   | Shmi Skywalker   |            |            |               |               |               |               |               |               |            |            |             |             |             |             |             |             |          |          |          |          |  |  |             |             |             |             |             |             |
|                |                |                |                |                |                |               |               |                  |                  |                  |                  |                  |                  |            |            |               |               |               |               |               |               |            |            |             |             |             |             |             |             |          |          |          |          |  |  |             |             |             |             |             |             |
| Owen Lars      | Owen Lars      | Owen Lars      | Owen Lars      | Owen Lars      | Owen Lars      |               |               | Anakin Skywalker | Anakin Skywalker | Anakin Skywalker | Anakin Skywalker | Anakin Skywalker | Anakin Skywalker |            |            | Padmé Amidala | Padmé Amidala | Padmé Amidala | Padmé Amidala | Padmé Amidala | Padmé Amidala |            |            | Bail Organa | Bail Organa | Bail Organa | Bail Organa | Bail Organa | Bail Organa |          |          |          |          |  |  |             |             |             |             |             |             |
| Owen Lars      | Owen Lars      | Owen Lars      | Owen Lars      | Owen Lars      | Owen Lars      |               |               | Anakin Skywalker | Anakin Skywalker | Anakin Skywalker | Anakin Skywalker | Anakin Skywalker | Anakin Skywalker |            |            | Padmé Amidala | Padmé Amidala | Padmé Amidala | Padmé Amidala | Padmé Amidala | Padmé Amidala |            |            | Bail Organa | Bail Organa | Bail Organa | Bail Organa | Bail Organa | Bail Organa |          |          |          |          |  |  |             |             |             |             |             |             |
|                |                |                |                |                |                |               |               |                  |                  |                  |                  |                  |                  |            |            |               |               |               |               |               |               |            |            |             |             |             |             |             |             |          |          |          |          |  |  |             |             |             |             |             |             |
|                |                |                |                |                |                |               |               |                  |                  |                  |                  |                  |                  |            |            |               |               |               |               |               |               |            |            |             |             |             |             |             |             |          |          |          |          |  |  |             |             |             |             |             |             |
| Luke Skywalker | Luke Skywalker | Luke Skywalker | Luke Skywalker | Luke Skywalker | Luke Skywalker |               |               | Mara Jade        | Mara Jade        | Mara Jade        | Mara Jade        | Mara Jade        | Mara Jade        |            |            | Han Solo      | Han Solo      | Han Solo      | Han Solo      | Han Solo      | Han Solo      |            |            | Leia Organa | Leia Organa | Leia Organa | Leia Organa | Leia Organa | Leia Organa |          |          |          |          |  |  |             |             |             |             |             |             |
| Luke Skywalker | Luke Skywalker | Luke Skywalker | Luke Skywalker | Luke Skywalker | Luke Skywalker |               |               | Mara Jade        | Mara Jade        | Mara Jade        | Mara Jade        | Mara Jade        | Mara Jade        |            |            | Han Solo      | Han Solo      | Han Solo      | Han Solo      | Han Solo      | Han Solo      |            |            | Leia Organa | Leia Organa | Leia Organa | Leia Organa | Leia Organa | Leia Organa |          |          |          |          |  |  |             |             |             |             |             |             |
|                |                |                |                |                |                |               |               |                  |                  |                  |                  |                  |                  |            |            |               |               |               |               |               |               |            |            |             |             |             |             |             |             |          |          |          |          |  |  |             |             |             |             |             |             |
|                |                |                |                |                |                |               |               |                  |                  |                  |                  |                  |                  |            |            |               |               |               |               |               |               |            |            |             |             |             |             |             |             |          |          |          |          |  |  |             |             |             |             |             |             |
|                |                |                |                | Ben Skywalker  | Ben Skywalker  | Ben Skywalker | Ben Skywalker | Ben Skywalker    | Ben Skywalker    |                  |                  | Jaina Solo       | Jaina Solo       | Jaina Solo | Jaina Solo | Jaina Solo    | Jaina Solo    |               |               | Jacen Solo    | Jacen Solo    | Jacen Solo | Jacen Solo | Jacen Solo  | Jacen Solo  |             |             | Tenel Ka    | Tenel Ka    | Tenel Ka | Tenel Ka | Tenel Ka | Tenel Ka |  |  | Anakin Solo | Anakin Solo | Anakin Solo | Anakin Solo | Anakin Solo | Anakin Solo |
|                |                |                |                | Ben Skywalker  | Ben Skywalker  | Ben Skywalker | Ben Skywalker | Ben Skywalker    | Ben Skywalker    |                  |                  | Jaina Solo       | Jaina Solo       | Jaina Solo | Jaina Solo | Jaina Solo    | Jaina Solo    |               |               | Jacen Solo    | Jacen Solo    | Jacen Solo | Jacen Solo | Jacen Solo  | Jacen Solo  |             |             | Tenel Ka    | Tenel Ka    | Tenel Ka | Tenel Ka | Tenel Ka | Tenel Ka |  |  | Anakin Solo | Anakin Solo | Anakin Solo | Anakin Solo | Anakin Solo | Anakin Solo |
|                |                |                |                |                |                |               |               |                  |                  |                  |                  |                  |                  |            |            |               |               |               |               |               |               |            |            |             |             |             |             |             |             |          |          |          |          |  |  |             |             |             |             |             |             |
|                |                |                |                |                |                |               |               |                  |                  |                  |                  |                  |                  |            |            |               |               |               |               |               |               |            |            | Allana Solo |             |             |             |             |             |          |          |          |          |  |  |             |             |             |             |             |             |